# 高清制作
高清製作是指以高清晰度电视解像度的攝錄器材拍攝的電視節目。通常高清製作的節目，在節目開始時會出現識別字句或圖像，表示該節目為高清製作；但這並不表示節目以「高清」的解像度放映，例如於標清頻道上放映的高清製作節目，觀眾並不會看到高清的效果。故此，要收看高清解像度的高清製作節目，必須收看提供高清解像度的頻道，並同時配備高清電視機（机顶盒），才能得到高清的效果。

## 各地區的情況

### 中国大陆
中央电视台综合频道和各高标清同步播放的卫视会在屏幕的右上角打上“高清”字样，此为广电总局之规定。

### 香港

#### 無綫電視

高清翡翠台於高清節目放映前，提示觀眾該節目以高清製作的電視畫面

無綫電視（TVB）在翡翠台及高清翡翠台播放高清製作節目時，早期會在節目放映前出現一個識別畫面，以提示觀眾該節目以高清製作，播放前的識別畫面現已不再使用；同時每當節目於開始播放後，畫面的右下角均會出現「hd」的紅色圓形水滴動畫圖示。此水滴動畫由2008年數碼廣播開展後沿用至2012年11月為止，並加插了tvbuddy的動畫效果（當高清翡翠台播放《創富坊》，或2012年南丫島撞船事故後10月2日至6日期間，則沿用普通圓形水滴圖示的動畫效果），而新聞時段則不顯示任何「hd」標誌。該水滴動畫於2012年12月起改為紫色「HD」標誌，並只於逢星期一至五晚上8時半至10時半節目內顯示。由於高清製作節目愈趨普及，2014年6月2日起，無綫電視所有節目及宣傳片均不再顯示「hd」標誌。2016年2月22日起，隨著高清翡翠台改名J5後（再於2017年8月15日改名無綫財經台及又再於2018年1月20日改名無綫財經·資訊台、又再於2022年9月5日改名財經體育資訊台），數碼翡翠台原有頻道識別的左下角在播放高清製作節目時會加上「HD」字樣，而播放標清節目或插播《超級勁歌推介》時則只顯示原有「翡翠台」標誌，但有關安排已於同年4月1日結束。
另外，數碼明珠台於黃金時段播放高清節目時，右上角的頻道識別會轉為「Pearl hd」約1分鐘，但有關安排已於2013年3月17日結束。

#### 亞洲電視
亞洲電視曾於本港台上，會一些以高清製作的節目，在節目宣傳片上，加上高清製作的字句以標示該節目以高清製作，亚洲台在屏幕右下角显示“HD”字样，以表示本节目为高清制作。

#### 其他
現在港台電視、ViuTV、ViuTVsix、香港開電視、香港國際財經台皆採用高清製作。now TV、香港有線電視自製節目採用高清製作。

### 台灣
台灣現存第一個以高清製作的節目是中國電視公司歌唱綜藝節目《大牌上線》，首播於2000年4月16日至2000年9月2日，共11集；但受限於當時中華民國電視學會尚未確立無線數位電視標準以及高清電視機並不普及，該節目只能先被轉換成NTSC制式再放映，而不是以高清放映。《大牌上線》每集開頭都有特別註明，該節目是以高清製作、以NTSC制式放映；2004年7月1日台灣無線數位電視開播後，中視綜藝台重播該節目時保留了該段訊息。2007年，公共電視文化事業基金會歌唱綜藝節目《週日狂熱夜》第四季開始以高清製作，畫面右下角會標示「HD錄製」字樣；但第四季在公視主頻播映時同樣不是以高清放映，在HiHD播映時才是以高清放映。
2010年9月30日民間全民電視公司開始試播民視HD台，同年10月7日民視HD台開始轉播2010美國職棒大聯盟季後賽；但由於當時民視高清製作之設備尚未充足及資金不足，民視HD台以非常態播出方式轉播美國職棒及其他體育賽事，其餘時段則以字卡呈現賽事預告。直至2012年倫敦奧運轉播結束後，民視HD台才開始常態與民視無線台同步播出，民視旗下節目也陸續改以高畫質製作並播出。
2012年倫敦奧運期間，台灣無線電視高畫質頻道擴增至五個頻道（新增台視HD台、中視HD台、華視HD頻道），並全程使用高畫質格式作電視轉播；倫敦奧運轉播結束後，亦開始製作高畫質節目並播出。
2014年3月，TVBS開播境內三個類比頻道（TVBS歡樂台、TVBS新聞台、TVBS）於數位電視的高畫質版本，成為第一間由類比衛星頻道轉型為高畫質電視的電視台。同年，不少電視台響應國家通訊傳播委員會（NCC）有線電視數位化的政策，紛紛將旗下的頻道升級為高畫質格式，電視業界也紛紛將電視節目改以高畫質製作。
至目前2019年，台灣電視節目採高畫質製作已是業界主流，且已有半數以上的電視頻道採高畫質播出，不過因頻道的關係，有些節目並不是高畫質播出。另外NCC亦於2019年指示，年底前有線電視的基本頻道須全數改採高畫質播出。

### 日本

日本的民營電視台所採用的「高清節目」識別圖标

日本地面數碼電視最初啟播時，日本的電視台亦有為高清製作的節目加上識別圖樣；後來BS（廣播衛星）及CS（通信衛星）上的衛星電視頻道，亦有採用同樣的做法。
2005年6月20日至7月20日，日本電視業界發起了（「一起來！地面數碼電視'05夏」）運動。此運動包括在以高清製作的節目上，率先在每晚7時至11時，於模擬電視頻道的高清製作節目上，開始放映時出現的高清識別圖樣數秒，以推動日本民眾對高清電視節目的認知。同年12月1日日本地面數碼電視啟播，電視台再次為所有高清製作的節目加入識別圖樣，但每間電視台標示高清製作的方式亦有所不同。

#### NHK
由於NHK大部份節目均是高清制作，所以NHK的地面電視、BS衛星電視頻道均沒有採用高清制作的識別提示。但是，早期NHK採用了的識別提示，提示觀眾可選擇收看以高清解像度播放該節目的BS衛星頻道。時至今日，數碼地面電視已經啟播，數碼頻道大多以高清解像度來播放節目，所以採用的標示，提示觀眾BS衛星頻道亦以高清同步播放該節目。此措施在2010年9月BS Hi停播时取消。識別提示如下：
- 大約1994年至2003年3月： （「高清同步播映」）
- 2003年4月至11月： （「高清同步」）
- 2003年12月至BS Hi停播： （「BS hi同步」）

NHK World TV则在屏幕左上方显示HD字样。

#### 日本電視台
節目播放後，畫面的左下方邊緣位置，會出現數秒的識別字樣。這識別字樣與JNN（TBS系列）和TXN（東京電視台系列）的HV識別字樣有所不同，黑色字樣上的邊位以白色框著。

## 外部連結
- TVB數碼地面電視廣播網頁 （页面存档备份，存于）（繁體中文）
- http://www.soumu.go.jp/s-news/2005/050616_1.html[ ] （页面存档备份，存于）（日語）